# Східно-Севанський хребет
40°07′43″ пн. ш. 45°57′51″ сх. д. / 40.128491° пн. ш. 45.96405° сх. д.
Східно-Севанський хребет — гірський хребет на кордоні Вірменії (південний схід області Ґегаркунік) та невизнаної Нагірно-Карабаської Республіки (північний захід Шаумяновского району; за адміністративно-територіальним поділом Азербайджану — Кельбаджарський район). Розташований на південний схід від озера Севан та Масрікської рівнини, на схід від озер Великий Алагьоль та Малий Алагьоль. Рослинність на хребті типова для гірських степів. Довжина хребта становить близько 45 км, на ньому розташований вулкан Порак. Найвищою точкою є гора Царасар (3426 метрів).